# Smoleane, Ovruci
Smoleane (în ucraineană Смоляне) este un sat în comuna Hoșiv din raionul Ovruci, regiunea Jîtomîr, Ucraina.

## Demografie
Componența lingvistică a localității Smoleane
     Ucraineană (88,24%)
     Română (7,84%)
     Rusă (3,92%)
Conform recensământului din 2001, majoritatea populației localității Smoleane era vorbitoare de ucraineană (88,24%), existând în minoritate și vorbitori de română (7,84%) și rusă (3,92%).